# Introd
Introd ist eine italienische Gemeinde in der autonomen Region Aostatal. Die Gemeinde zählt 653 Einwohner (Stand 31. Dezember 2023), liegt auf einer mittleren Höhe von 880 m s.l.m. und ist 20 km² groß. Auf Französisch werden die Einwohner Introleins genannt. Im Frankoprovenzalischen heißen die Männer Le-z-Èntrolèn, die Frauen Le-z-Èntrolèntse.
Introd besteht aus den Ortsteilen Bioley, Buillet, Chevrère, Crée, Délliod, Junod, Les Combes, Norat, Plan d’Introd, Tâche, Villes Dessous, Villes Dessus, Orvieille, Arpilles und Parriod. Die Nachbargemeinden sind Arvier, Rhêmes-Saint-Georges, Valsavarenche und Villeneuve.

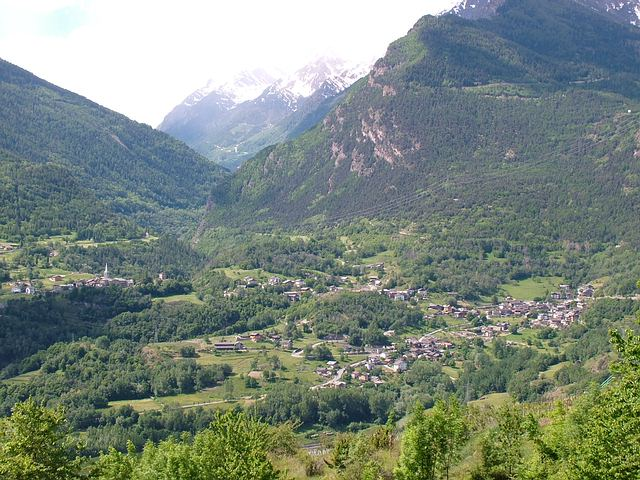
Panorama des Dorfs Introd – im Bildhintergrund erkennt man den Taleingang des Valsavarenche-Tals

Introd liegt am Zusammenschluss der Bäche Dora di Rhêmes (frz. Doire de Rhêmes) und Savara. Der Name Introd entstammt wohl über das französische Entre [les] eaux dem lateinischen Inter aquas (deutsch: zwischen den Wassern). Die Gemeinde liegt am Eingang des Nationalparks Gran Paradiso.
Während der Zeit des Faschismus trug das Dorf den italianisierten Namen Introdo.
Im Sommer verbrachten die Päpste Johannes Paul II. und Benedikt XVI. einen Teil der Sommerferien im Ortsteil Les Combes.
Mit dem Weingut Lo Triolet besitzt Introd eines der Aushängeschilder des Weinbaus im Aostatal.